# Diondiori
Diondiori is een gemeente (commune) in de regio Mopti in Mali. De gemeente telt 20.500 inwoners (2009).